# Правительство Вологодской области
Правительство Вологодской области — высший орган исполнительной власти в Вологодской области.

## Полномочия
Согласно ст. 63 Устава Вологодской области, правительство:
- разрабатывает и осуществляет меры по обеспечению комплексного социально-экономического развития области, участвует в проведении единой государственной политики в области финансов, науки, образования, здравоохранения, культуры, физической культуры и спорта, социального обеспечения, безопасности дорожного движения и экологии.
- осуществляет в пределах своих полномочий меры по реализации, обеспечению и защите прав и свобод человека и гражданина, охране собственности и общественного порядка, противодействию терроризму и экстремизму, борьбе с преступностью;
- осуществляет в пределах своих полномочий меры по обеспечению государственных гарантий равенства прав, свобод и законных интересов человека и гражданина независимо от расы, национальности, языка, отношения к религии и других обстоятельств; предотвращению ограничения прав и дискриминации по признакам социальной, расовой, национальной, языковой или религиозной принадлежности; сохранению и развитию этнокультурного многообразия народов Российской Федерации, проживающих на территории области, их языков и культуры; защите прав национальных меньшинств; социальной и культурной адаптации мигрантов; профилактике межнациональных (межэтнических) конфликтов и обеспечению межнационального и межконфессионального согласия;
- разрабатывает для представления Губернатором области в Законодательное Собрание области проект областного бюджета; готовит ежегодный отчёт о результатах деятельности Правительства области для представления Губернатором области Законодательному Собранию области ежегодного отчёта о результатах деятельности Правительства области, в том числе по вопросам, поставленным Законодательным Собранием области;
- представляет в Законодательное Собрание области не позднее 1 апреля ежегодный доклад о состоянии здоровья населения и организации здравоохранения на территории Вологодской области по итогам деятельности за отчётный год;
- определяет порядок разработки и корректировки документов стратегического планирования, находящихся в ведении Правительства области, и утверждает (одобряет) такие документы;
- обеспечивает исполнение областного бюджета, готовит отчёт о его исполнении, сводный годовой доклад о ходе реализации и об оценке эффективности государственных программ области, ежегодные отчёты о ходе исполнения плана мероприятий по реализации стратегии социально-экономического развития области для представления их Губернатором области в Законодательное Собрание области;
- формирует в соответствии со статьей 67 настоящего Устава органы исполнительной государственной власти области — утверждает положения о них, структуру и штатную численность, если иное не установлено федеральным законодательством;
- участвует в проведении единой государственной политики в сфере финансов, инвестиций, ценообразования в области, способствует развитию предпринимательства, содействует укреплению и развитию банковской и кредитной системы;
- управляет и распоряжается собственностью области в соответствии с законами области, управляет федеральной собственностью, переданной в управление области в соответствии с федеральными законами и иными нормативными правовыми актами Российской Федерации;
- вправе предложить органу местного самоуправления, выборному или иному должностному лицу местного самоуправления привести в соответствие с законодательством Российской Федерации изданные ими правовые акты в случае, если указанные акты противоречат Конституции Российской Федерации, федеральным законам и иным нормативным правовым актам Российской Федерации, настоящему Уставу, законам и иным нормативным правовым актам области, а также вправе обращаться в суд;
- осуществляет возложенные на него полномочия, установленные нормативными правовыми актами Президента Российской Федерации и нормативными правовыми актами Правительства Российской Федерации, предусматривающими передачу осуществления органам исполнительной власти субъектов Российской Федерации отдельных полномочий федеральных органов исполнительной власти в соответствии с пунктом 7.1 статьи 26.3 Федерального закона от 6 октября 1999 года N 184-ФЗ «Об общих принципах организации законодательных (представительных) и исполнительных органов государственной власти субъектов Российской Федерации».
- решает вопрос об обращении в Конституционный Суд Российской Федерации;
- осуществляет иные полномочия, установленные федеральным законодательством, настоящим Уставом и законами области, а также соглашениями с федеральными органами исполнительной власти, предусмотренными статьей 78 Конституции Российской Федерации.

## Состав
- Филимонов Георгий Юрьевич - губернатор области, руководитель Правительства области.
- Алексеев, Денис Анатольевич - заместитель губернатора, полномочный представителем губернатора и Правительства региона по организации взаимодействия с федеральными органами власти в городе Москве[1].
- Бочаров Кирилл Александрович - полномочный представитель Губернатора, Правительства Вологодской области, руководитель Представительства Вологодской области при Президенте РФ и Правительстве РФ[2].

## Арест полномочного представителя губернатора и заместителя губернатора Филимонова
26 февраля 2024 года в Москве за получение взятки оперативниками ФСБ и следователями СКР были арестованы вице-губернатор Вологодской области Денис Алексеев и глава представительства этого региона в Москве Кирилл Бочаров. Чиновники требовали 100 млн руб. от руководства лесопромышленного предприятия за продление договора аренды лесных участков под вырубку и общее покровительство. Фигурантам было предъявлено обвинение в получении взятки в особо крупном размере. 
Заместитель губернатора Филимонова и глава представительства были задержаны с поличным при получении 30 млн руб. от бизнесмена в здании московского представительства Вологодской области в Староконюшенном переулке. Чиновникам предъявлено обвинение по ч. 6 ст. 290 УК РФ. Ранее Бочаров успел получить от предпринимателей часть суммы в размере 20 млн руб. Встреча также происходила под наблюдением сотрудников ФСБ, куда заранее обратился представитель лесопромышленных компаний.

## Представитель вСовете ФедерацииФедерального Собрания
1. Фёдоров Валерий Иванович — полномочия признаны 3 октября 2001 года — подтверждены 26 декабря 2003 года — продлены 6 июля 2007 года — истекли 10 февраля 2012 года
2. Тихомиров Николай Васильевич — полномочия признаны 10 февраля 2012 года — истекают в сентябре 2019 года
3. Авдеева Елена Осиповна — полномочия признаны 19 сентября 2019 года — прекращены досрочно 29 августа 2023 года
4. Данилова Ольга Михайловна — полномочия признаны 26 сентября 2023 года — прекращены досрочно 8 ноября 2023 года
5. Кувшинников Олег Александрович — полномочия подтверждены 9 ноября 2023 года — прекращены 26 сентября 2024 года
6. Богомазов Евгений Артёмович — полномочия признаны 27 сентября 2024 года — истекают в сентябре 2029 года